# Putujući bloger
Putujući bloger (eng. travel blogger) je općeprihvaćeni naziv za osobe koje putuju svijetom i to bilježe na svojim blogovima, i na taj način dijele sa svijetom.
Njihovi blogovi su javno dostupni, a nerijetko su to profili na različitim društvenim mrežama. Danas su najviše zastupljeni profili na Facebooku, Instagramu ili besplatnim platformama za osobni blog.
Neki putujući blogeri idu i korak dalje, pa svoje objave rade na uređenim internet stranicama, koje održavaju ili sami ili uz pomoć neke druge osobe.
Pojam je relativno nov, ali se u kratko vrijeme proširio i takve osobe dobivaju sve više na značaju. Najveći utjecaj imaju na turizam pojedinih svjetskih odredišta. Dijele svoje doživljaje dajući tako iskrene recenzije, koje će poslije pomoći drugima odlučiti se na neko putovanje ili ne. Među najpoznatijim putujućim blogerima današnjice je svakako i Kanađanka Andrea, koja živi na Havajima, ali zapravo putuje po svijetu sa svojom obitelji.
Svako mjesto koje posjeti ona dokumentira fotografijama i odgovarajućim tekstom. Svojim putovanjima potaknut će i druge osobe posjetiti neko odredište, ili će ih odgovoriti od toga. Zapravo je snaga putujućih blogera u njihovoj iskrenosti. Neka su vrsta "antireklame", ali ne u smislu da reklamiraju nedolazak, nego će reklamu nekog mjesta podići na razinu koju klasična brošura ne poznaje. Blogeri će napisati svoje iskreno iskustvo, bez skrivenih činjenica ili lažnih obećanja.

## Vanjske poveznice
- Slavna blogerica posjetila Hrvatsku - Primjer recenzije posjećenog mjesta s doživljajem osobe (ili više njih) koja su boravile u Hrvatskoj